# ABC (Spanien)

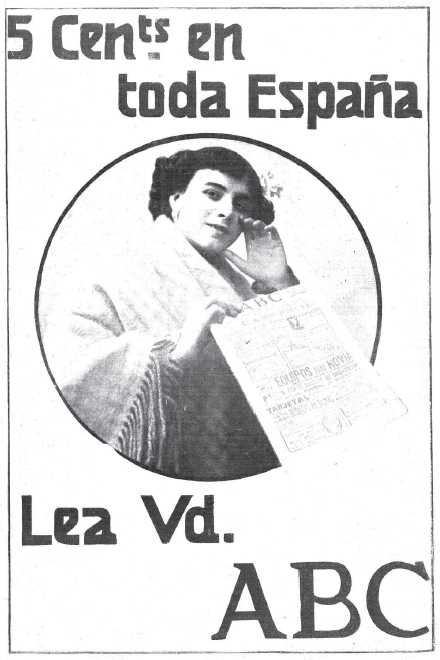
Anzeige von 1909

Diario ABC ist eine spanische Tageszeitung, die in Madrid erscheint. Sie erschien erstmals am 1. Januar 1903 als Wochenzeitung, ab Juni 1903 zweimal wöchentlich und wird seit dem 1. Juni 1905 täglich publiziert. ABC wurde von Torcuato Luca de Tena y Álvarez-Ossorio gegründet und wird heute von Diario ABC S.L verlegt, der zur Vocento-Mediengruppe gehört. Diario ABC ist als konservative Tageszeitung bekannt. Heute erscheinen neben der nationalen Hauptausgabe Ausgaben für die Regionen Madrid, Valencia, Katalonien, Kastilien und León, Andalusien, Galicien und Kanarische Inseln sowie für die Städte Sevilla, Córdoba und Toledo. Eine Auslandsausgabe erscheint in Brüssel.

## Geschichte
Bis 1912 erschien sie nur in der Hauptstadt, dann wurde eine Ausgabe für die spanischen Provinzen zusätzlich herausgegeben. Seit 1929 gibt es eine Lokalausgabe für Sevilla. Mit Ausrufung der zweiten spanischen Republik wurde ABC das Sprachrohr der Anhänger der Monarchie, deren namhafte Vertreter sämtlich in diesem Blatt publizierten. Mit Beginn des spanischen Bürgerkriegs am 18. Juli 1936 wurde ABC in Madrid von der Volksfrontregierung übernommen. Während des Bürgerkriegs erschienen dementsprechend zwei Versionen von ABC: In Madrid wurde eine Ausgabe von der republikanischen Seite für die eigenen Gebiete publiziert, in Sevilla veröffentlichte Juan Ignacio Luca de Tena eine Ausgabe für die Territorien der Putschisten der Unión Militar Española.
Nachdem am 28. März 1939 die antirepublikanischen Truppen Francisco Francos in Madrid einmarschiert waren, wurde ABC Madrid seinen ursprünglichen Besitzern zurückgegeben. Bereits am Tag darauf veröffentlichten diese ihre erste neue Ausgabe. Sie erschien mit der Nummer 10.345 und schloss damit direkt an die Ausgabe vom 18. Juli 1936 an. In der Franco-Ära wurde ABC erneut die meistverkaufte Zeitung Spaniens.

## Auflage
Mittlerweile ist sie hinter den nach dem Ende des Franquismus gegründeten Zeitungen El País und El Mundo die Tageszeitung mit der dritthöchsten Auflage in Spanien. Auch die tägliche Sportzeitung Marca hat eine höhere Auflage. Im Jahr 2006 wurden täglich im Durchschnitt 240.225 Exemplare von ABC verkauft.

## Format
ABC ist heute die einzige spanische Zeitung, die im Folio-Format erscheint. Sie ist für die Artikel ihrer dritten Seite bekannt. Daneben zeichnet sie sich durch einen gehobenen und konservativen Stil und zahlreiche bekannte Kolumnisten aus.

## Direktoren
- 1903–1928 Torcuato Luca de Tena y Álvarez-Ossorio
- 1929–1936 Juan Ignacio Luca de Tena
- 1936–1939 Luis Martínez de Galinsoga y de la Serna
- 1939 Juan Ignacio Luca de Tena
- 1939–1947 José Losada de la Torre
- 1947–1952 Ramón Pastor y Mendívil
- 1952–1954 Torcuato Luca de Tena y Brunet (Enkel des Gründers)
- 1954–1962 Luis Calvo Andaluz
- 1962–1968 Torcuato Luca de Tena y Brunet, dem seit 1968 Pedro de Lorenzo Morales als Codirektor fungierte[2]
- 1983–1997 Luis María Anson
- 1999–2008 José Antonio Zarzalejos
- 2008–2009 Ángel Expósito[3]
- 2009–2010 José Antonio Zarzalejos
- 2010–2020 Bieito Rubido
- seit 2020 Julián Quirós